# Novemberkaktus
Novemberkaktus (Schlumbergera truncata) är en kaktusväxt som först beskrevs som Epiphyllum truncatum av Adrian Hardy Haworth, och fick sitt nu gällande vetenskapliga namn Schlumbergera truncata av Reid Venable Moran. Arten ingår i släktet Schlumbergera och familjen kaktusväxter. Inga underarter finns listade i Catalogue of Life.

## Bildgalleri

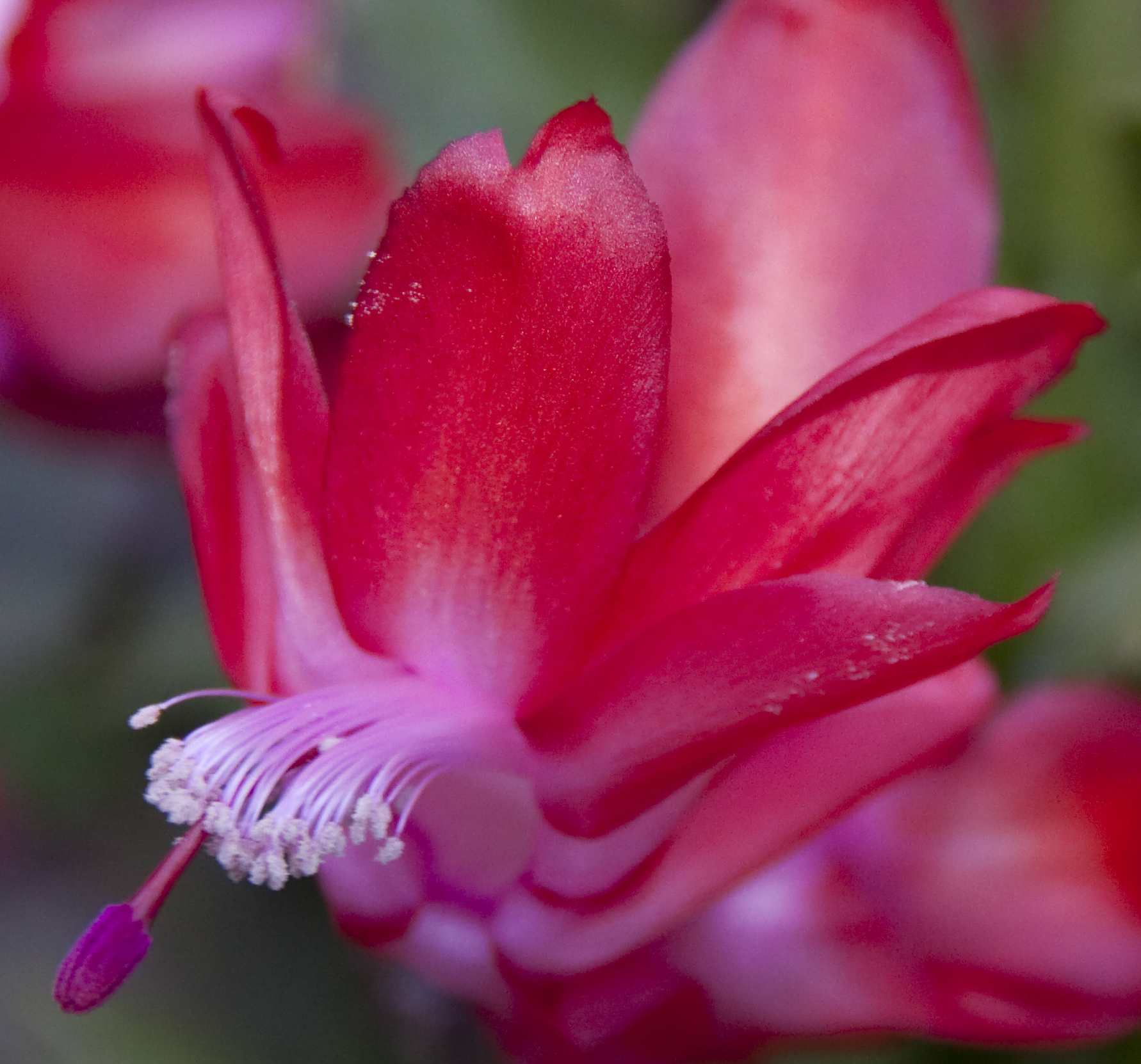
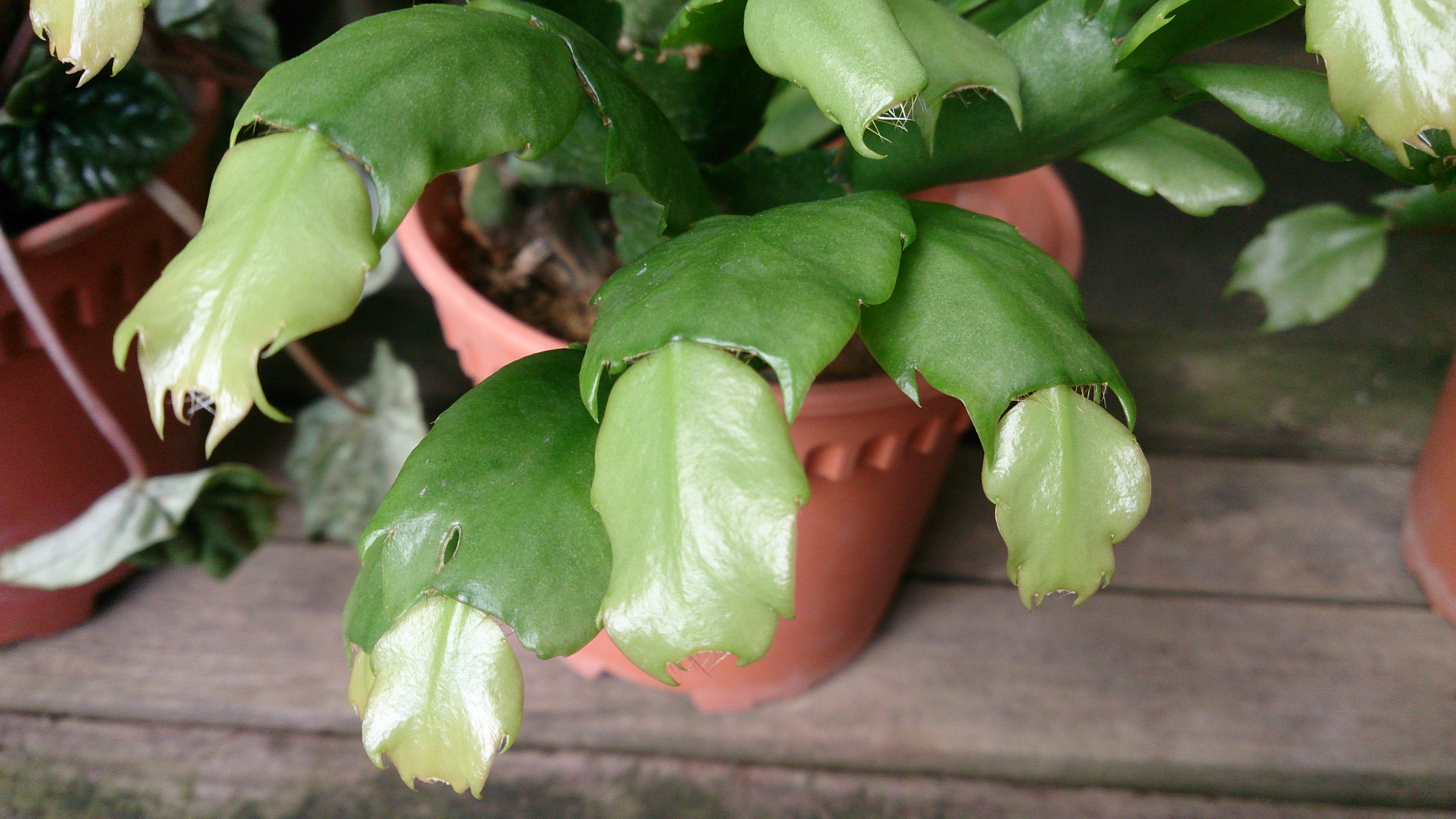
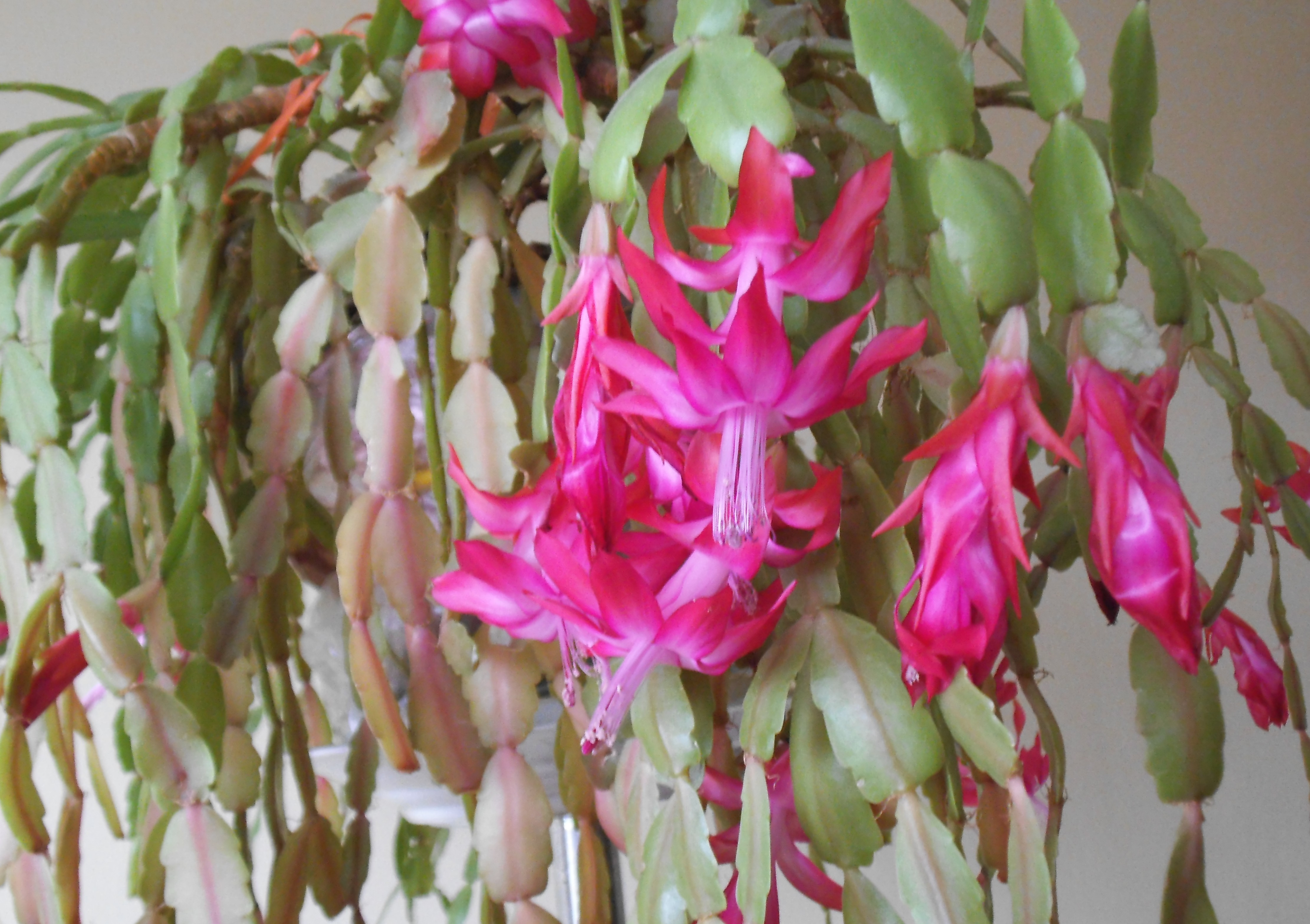